# Asia Talent Cup
Az Asia Talent Cup egy gyorsasági-motorverseny sorozat fiatal versenyzők számára Ázsiában és Óceániában. 2013-ban jelentették be a széria elindulását, amelynek első szezonja 2014-ben volt. Az első három évben a Shell Advanced volt a főszponzor, majd 2017-től az Idemitsu támogatásával rendezik a bajnokságot. A projekt komolyságát azt is jelzi, hogy az első években Alberto Puig vezette az ifjú versenyzők képzését – ő a 2000-es évek elején a spanyol motorsport felfuttatásában vállalt kulcsszerepet, majd utána Dani Pedrosa menedzsereként vált igazán ismertté. A spanyol szakember 2018-ig vett részt szorosan az ázsiai utánpótlás fejlesztésében, amíg a HRC ki nem nevezte a MotoGP-ben szereplő gyári istállójának a csapatvezetőjévé. Hiroshi Aoyama szintén jelen volt az első években tanácsadóként – ő később az Asia Talent Team-nél vállalt vezetői szerepet.
A bajnokságot az a Dorna hívta életre, amely a MotoGP-t és a Superbike-világbajnokságot is szervezi, illetve azok kereskedelmi jogait birtokolja. Ennek leginkább piaci okai voltak: a nagy japán motorgyártók (Pl.: Honda, Yamaha, Suzuki) és más ázsiai cégek szerettek volna olyan versenyzőket a világbajnokságon látni, akik az ő országaikat képviselhetik a világelitben. "A Dorna és a Honda sokat gondolkodtak az ázsiai piacokkal kapcsolatban. A Dorna lett a szervező, a Honda pedig a beszállító és nagy erőfeszítéseket tettek abba, hogy támogassák  a szériát. Mindkét fél tisztában van azzal, hogy az ázsiai piacnak növekednie kell. Így ez ennek a két cégnek a közös projektje." – mondta erről Alberto Puig. A szóban forgó országok közül közül egyértelműen Japánban volt a legnagyobb múltja a motorsportnak; máshol viszont épp ennek a kultúráját igyekeztek megteremteni. Ilyen volt például Thaiföld, ahol 2018 óta világbajnoki futamokat is rendeznek.  Az Asia Talent Cup többnyire olyan pályákon kerül megrendezésre, amiket a gyorsaságimotoros-világbajnokságról és a Superbike vb-ről jól ismerhetünk: Losail, Sepang, Motegi, Buriram, Suzuka.
A Dorna több olyan utánpótlás-szériát is létrehozott, amely a fiatal, tehetséges motorosok útját hivatott megkönnyíteni a világbajnokságra. Ezek a szériák tartoznak a Road to MotoGP programba. Az Asia Talent Cup mellett ide sorolható még a CEV, a Red Bull Rookies Cup, a British Talent Cup és a Northern Talent Cup is. Akik ebben a szériában kiemelkedően teljesítettek, jellemzően a CEV Repsol keretein belül futó junior vb-n, illetve a Red Bull Rookies Cup-ban folytathatták az útjukat a világbajnokság felé.
Az Asia Talent Cup egy olyan tehetségkutató széria, ahol az indulók egyforma Moto3-as motorokon versenyezhetnek. Mindenki ugyanolyan, Honda NSF250R-t használ. Az eredeti tervezet szerint 14 és 20 év közöttiek vehettek részt a sorozatban.

## Az eddigi szezonok
2019-ben 11 helyett 12 versenyt terveztek, ám Sepangban a szezon utolsó előtt futamán egy baleset következtében elhunyt Afridza Munandar – emiatt a versenyt félbeszakították és később sem indították újra.
A 2020-as szezon a COVID-19 miatt két verseny után félbeszakadt, majd a teljes bajnokságot törölték.
| Év   | Bajnok                             | Ország                             | Pontszám                           | Győzelmek                          | Dobogók                            | Versenyek száma                    |
| ---- | ---------------------------------- | ---------------------------------- | ---------------------------------- | ---------------------------------- | ---------------------------------- | ---------------------------------- |
| 2014 | Kaito Toba                         | Japán                              | 155                                | 3                                  | 6                                  | 9                                  |
| 2015 | Szaszaki Ajumu                     | Japán                              | 203                                | 3                                  | 8                                  | 12                                 |
| 2016 | Somkiat Chantra                    | Thaiföld                           | 178                                | 3                                  | 5                                  | 12                                 |
| 2017 | Deniz Öncü                         | Törökország                        | 156                                | 2                                  | 5                                  | 11                                 |
| 2018 | Billy van Eerde                    | Ausztrália                         | 199                                | 3                                  | 8                                  | 12                                 |
| 2019 | Nisimura Só                        | Japán                              | 177                                | 4                                  | 7                                  | 11                                 |
| 2020 | A Covid19-pandémia miatt törölték. | A Covid19-pandémia miatt törölték. | A Covid19-pandémia miatt törölték. | A Covid19-pandémia miatt törölték. | A Covid19-pandémia miatt törölték. | A Covid19-pandémia miatt törölték. |
| 2021 | Furuszato Taijó                    | Japán                              | 175                                | 7                                  | 7                                  | 7                                  |
| 2022 | Hakim Danish                       | Malajzia                           | 187                                | 4                                  | 8                                  | 11                                 |
| 2023 | Veda Ega Pratama                   | Indonézia                          | 256                                | 9                                  | 10                                 | 12                                 |
| 2024 | Zen Mitani                         | Japán                              | 259                                | 7                                  | 10                                 | 12                                 |

## A tehetségek későbbi támogatása – Asia Talent Team[12]
A széria legjobbjait későbbi pályafutásuk során is támogatták a szervező vállalatok. Ennek legjobb eszköze volt az Asia Talent Team, illetve a Honda Team Asia alakulatok életre hívása, amelyek az FIM Moto3 Junior Világbajnokság mellett, a MotoGP Moto3-as és Moto2-es kategóriáiban is jelen vannak – lehetőséget adva a fiataloknak a legnívósabb bajnokságokban a tapasztalatszerzésre.

### FIM Moto3 Junior Világbajnokság[13]
- A junior vb-n már a bajnokság indulásakor, 2014-ben képviseltették magukat Hiroki Ono révén, aki a Honda Team Asia színeiben 3. lett összesítésben Fabio Quartararo és Jorge Navarro mögött (úgy, hogy sohasem indult az ATC-ben).
- A következő évben már Khairul Idham Pawi ment náluk és a 6. helyet szerezte meg az összetettben. Rajta kívül még négy korábbi ATC-s indult el – igaz, ők már az Asia Talent Team-ben. Yuta Date, Kaito Toba, Adam Norrodin és Ayumu Sasaki is pontokat tudtak szerezni (utóbbi viszont csak a szezonzáró versenyhétvégén, Valenciában állt rajthoz).
- 2016-ban már csak az Asia Talent Team indult ebben a sorozatban, igaz ők négy motort is indítottak a teljes szezon során. Kaito Toba a 4., Ayumu Sasaki a 6., Kazuki Masaki a 10., Nakarin Atiratphuvapat pedig a 17. lett összesítésben.
- 2017-ben Kazuki Masaki a 6. helyen végzett, Ai Ogura a 8. lett, Juki Kunii pedig a 11. összesítésben (Ogura futamgyőzelmet is szerzett).
- A következő szezonban már csak két motort indítottak, melyekkel Ai Ogura 5., Juki Kunii 6. lett (mindketten szereztek első helyezést is az év során).
- 2019-ben ismét hárman kaptak lehetőséget: Juki Kunii a 7. lett, Haruki Noguchi 15., a korábbi ATC bajnok Billy van Eerde viszont pont nélkül zárt.
- A 2020-as szezon a koronavírus miatt különösen nehéz volt az ázsiai motorosok számára. Takuma Matsuyama a 14., Tatchakorn Buasri a 21., Billy van Eerde a 22. lett összesítésben.

Említést kell még tenni az Astra Racing Team-ről, illetve az AP Honda Racing-ről. Ezek a csapatok éveken keresztül adtak lehetőséget ATC-s tehetségeknek (jellemzően nem japánoknak) a junior vb-n. Olyan versenyzők indultak a színeikben, mint Andi Farid Izdihar, Somkiat Chantra, Gerry Salim, vagy Mario Aji.

### FIM Moto3 Világbajnokság[14]
Itt a Honda Team Asia indult, az Asia Talent Team legfeljebb csak szabadkártyával, egy-egy versenyen képviseltethette magát.
- 2014-ben Hiroki Ono egy futamon indulhatott el szabadkártyával.
- 2015-ben Khairul Idham Pawi szintén szabadkártyás volt.
- 2016-ban indultak először teljes szezonos csapattal: Khairul Idham Pawi és Hiroki Ono volt a két versenyző. Előbbi hatalmas meglepetésre két futamgyőzelmet is aratott vizes pályán, összesítésben pedig a 19. lett; Ono a táblázat 23. helyén zárt.
- 2017-ben Nakarin Atiratphuvapat a 25., Kaito Toba a 30. lett. Az Asia Talent Team szabadkártyával elindította Kazuki Masakit is Valenciában és a fiatal japán nagy meglepetésre egyből a 10. helyet tudta megszerezni.
- 2018-ban Kaito Toba a pontverseny 25. helyén zárt, Nakarin Atiratphuvapat a 29. lett, az AP Honda Racing-el Somkiat Chantra a 33. lett (szabadkártyásként egy futamon indult és 9. lett), Ai Ogura pedig az Asia Talent Team-el 4 alkalommal is lehetőséget kapott. Mindegyikük szerzett pontot a szezon során.
- 2019-ben Ai Ogura 10., Kaito Toba a 19. lett összesítésben (Toba ráadásul megnyerte az idénynyitót Losailban). Gerry Salim és Juki Kunii szabadkártyásként indulhattak.
- 2020 hozta el a nagy áttörést a csapat számára: Ai Ogura a legvégsőkig harcban volt a bajnoki címért, ám végül csak a 3. lett összesítésben; Juki Kunii viszont a másik motoron csalódást keltő szezont futott és szerzett pont nélkül zárt.

### FIM Moto2 Világbajnokság
A Japán Idemitsu 2014-ben kezdte el támogatni Takaaki Nakagamit a Moto2-ben – lényegében ez volt a fent részletezett rendszer egyfajta folytatása, amely idővel a Honda Team Asia Moto2-es csapatává alakult át. Nakagami négy éven keresztül volt az alakulat kiemelt versenyzője, ez idő alatt pedig összesítésben egy 6. (2016) és két 8. (2015, 2017) helyezést tudott felmutatni, valamit összesen két futamgyőzelmet. A csapattársai voltak az évek során Azlan Shah, Ratthapark Wilairot és Khairul Idham Pawi is.
Később szerepelt még a csapatban Tetsuta Nagashima, Somkiat Chantra, Dimas Ekky Pratama és Andi Farid Izdihar is.

## További információ
- https://www.asiatalentcup.com/
- https://www.youtube.com/c/AsiaTalentCup
- https://twitter.com/AsiaTalentCup
- https://www.facebook.com/AsiaTalentCup
- https://www.instagram.com/asiatalentcup/#